# Taça do Mundo de Atletismo de 2010
A primeira edição da Taça Continental IAAF (previamente apresentada como a décima primeira edição da Taça do Mundo de Atletismo) realizou-se no Estádio Poljud, em Split, na Croácia, nos dias 4 e 5 de setembro de 2010.

## Organização
A organização da primeira edição da Taça Continental IAAF foi confiada à Federação Croata de Atletismo, no seguimento da candidatura da cidade de Split, situada na costa adriática. O homem que dá rosto à organização é o presidente daquela federação, Luciano Sušanj, antigo campeão europeu de 800 metros em 1974. A edição de 2010 tem a designação oficial de IAAF/VTB Bank Continental Cup.
Devido à localização da cidade de Split, foi escolhida como mascote da edição de 2010 uma figura antropomórfica de gaivota branca com um boné azul.

## Equipas participantes
A nova designção resulta da alteração que foi feita no figurino desta importante reunião internacional de atletismo, a qual passa a ser, efectivamente, uma competição entre quatro selecções continentais:
- AFR - África
- AME - Américas
- ASP - Australásia (Ásia/Pacífico)
- EUR - Europa

## Método de pontuação
Cada equipa continental é representada por dois atletas em cada prova, excepto nos 1500m, 3000m, 3000m obstáculos e 5000m, onde cada equipa pode apresentar três atletas, embora só dois contem para a classificação colectiva. Nas provas individuais, são averbados oito pontos para o vencedor, sete para o segundo classificado e assim sucessivamente até ao oitavo lugar que recebe um ponto. Nas provas de estafetas, a equipa vencedora recebe quinze pontos, a segunda recebe onze, a terceira sete e a quarta classificada recebe três pontos. A única equipa declarada vencedora é a que obtiver mais pontos no conjunto das provas masculinas e femininas.

## Prémios monetários
Os atletas recebem da IAAF os seguintes prémios monetários:

Provas individuais:
- 1º lugar - US $30,000
- 2º lugar - US $15,000
- 3º lugar - US $10,000
- 4º lugar - US $7,000
- 5º lugar - US $5,000
- 6º lugar - US $3,000
- 7º lugar - US $2,000
- 8º lugar - US $1,000

Provas de estafetas:
- 1º lugar - US $30,000
- 2º lugar - US $20,000
- 3º lugar - US $10,000
- 4º lugar - US $8,000

## Provas
| Corridas: 100 m - 200 m - 400 m - 800 m - 1500 m - 3000 m - 5000 m Obstáculos: 100 m barreiras - 110 m barreiras - 400 m barreiras - 3000 metros obstáculos Saltos: Altura - Comprimento - Triplo - Vara Lançamentos: Peso - Disco - Dardo - Martelo Estafetas: 4 x 100 m - 4 x 400 m |

## Resultados

### Classificação geral
Após o somatório dos pontos atrubuídos aos atletas de cada continente, em todas as quarenta provas do programa, A equipa de Europa sagrou-se vencedora da I Taça Continental IAAF / VTB Bank.
| Lugar | País          | Pontos |
| ----- | ------------- | ------ |
| 1     | Europa        | 429    |
| 2     | Américas      | 419,5  |
| 3     | África        | 292    |
| 4     | Ásia-Pacífico | 286,5  |

### Resultados por prova[5]

#### 100 metros
| Pos. | Atleta              | País              | Equipa | Marca    |
| ---- | ------------------- | ----------------- | ------ | -------- |
| 1    | Christophe Lemaitre | França            | EUR    | 10"06    |
| 2    | Daniel Bailey       | Antígua e Barbuda | AME    | 10"10    |
| 3    | Mark Lewis-Francis  | Reino Unido       | EUR    | 10"16 SB |
| 4    | Monzavous Edwards   | Estados Unidos    | AME    | 10"23    |
| 5    | Ben Youssef Meité   | Costa do Marfim   | AFR    | 10"32    |
| 6    | Lao Yi              | China             | ASP    | 10"38    |
| 7    | Aaron Rouge-Serret  | Austrália         | ASP    | 10"45    |
|      | Aziz Zakari         | Gana              | AFR    | DQ       |

Vento: +0.7 m/s
| Pos. | Atleta             | País              | Equipa | Marca |
| ---- | ------------------ | ----------------- | ------ | ----- |
| 1    | Kelly-Ann Baptiste | Trinidad e Tobago | AME    | 11"05 |
| 2    | Shalonda Solomon   | Estados Unidos    | AME    | 11"09 |
| 3    | Blessing Okagbare  | Nigéria           | AFR    | 11"14 |
| 4    | Verena Sailer      | Alemanha          | EUR    | 11"26 |
| 5    | Ezinne Okparaebo   | Noruega           | EUR    | 11"37 |
| 6    | Chisato Fukushima  | Japão             | ASP    | 11"42 |
| 7    | Ruddy Zang Milama  | Gabão             | AFR    | 11"49 |
| 8    | Melissa Breen      | Austrália         | ASP    | 11"58 |

Vento: +1.4 m/s

#### 200 metros
| Pos. | Atleta                    | País                | Equipa | Marca |
| ---- | ------------------------- | ------------------- | ------ | ----- |
| 1    | Wallace Spearmon          | Estados Unidos      | AME    | 19"95 |
| 2    | Churandy Martina          | Antilhas Holandesas | AME    | 20"47 |
| 3    | Ben Youssef Meité         | Costa do Marfim     | AFR    | 20"51 |
| 4    | Christian Malcolm         | Reino Unido         | EUR    | 20"75 |
| 5    | Kenji Fujimitsu           | Japão               | ASP    | 20"80 |
| 6    | Amr Ibrahim Mostafa Seoud | Egito               | AFR    | 20"94 |
| 7    | Matt Davies               | Austrália           | ASP    | 22"03 |
|      | Jaysuma Saidy Ndure       | Noruega             | EUR    | DNF   |

Vento: +0.2 m/s
| Pos. | Atleta              | País           | Equipa | Marca |
| ---- | ------------------- | -------------- | ------ | ----- |
| 1    | Aleksandra Fedoriva | Rússia         | EUR    | 22"86 |
| 2    | Elizaveta Bryzhina  | Ucrânia        | EUR    | 23"37 |
| 3    | Cydonie Mothersille | Ilhas Caimã    | AME    | 23"41 |
| 4    | Consuella Moore     | Estados Unidos | AME    | 23"52 |
| 5    | Oludamola Osayomi   | Nigéria        | AFR    | 23"84 |
| 6    | Jody Henry          | Austrália      | ASP    | 24"02 |
| 7    | Estie Wittstock     | África do Sul  | AFR    | 24"05 |
| 8    | Momoko Takahashi    | Japão          | ASP    | 24"27 |

Vento: -0.6 m/s

#### 400 metros
| Pos. | Atleta                 | País           | Equipa | Marca    |
| ---- | ---------------------- | -------------- | ------ | -------- |
| 1    | Jeremy Wariner         | Estados Unidos | AME    | 44"22 CR |
| 2    | Ricardo Chambers       | Jamaica        | AME    | 44"59    |
| 3    | Michael Bingham        | Reino Unido    | EUR    | 44"84 SB |
| 4    | Kévin Borlée           | Bélgica        | EUR    | 45"01 SB |
| 5    | Rabah Yousif           | Sudão          | AFR    | 45"45    |
| 6    | Ben Offereins          | Austrália      | ASP    | 45"94    |
| 7    | Yuzo Kanemaru          | Japão          | ASP    | 45"95    |
| 8    | Mohamed Ashour Khouaja | Líbia          | AFR    | 45"99    |

| Pos. | Atleta            | País           | Equipa | Marca    |
| ---- | ----------------- | -------------- | ------ | -------- |
| 1    | Amantle Montsho   | Botswana       | AFR    | 49"89 SB |
| 2    | Debbie Dunn       | Estados Unidos | AME    | 50"21    |
| 3    | Tatyana Firova    | Rússia         | EUR    | 50"45    |
| 4    | Shericka Williams | Jamaica        | AME    | 50"70    |
| 5    | Amy Mbacke Thiam  | Senegal        | AFR    | 51"46    |
| 6    | Libania Grenot    | Itália         | EUR    | 51"74    |
| 7    | Jody Henry        | Austrália      | ASP    | 52"52    |
| 8    | Asami Chiba       | Japão          | ASP    | 53"38 SB |

#### 800 metros
| Pos. | Atleta             | País           | Equipa | Marca      |
| ---- | ------------------ | -------------- | ------ | ---------- |
| 1    | David Rudisha      | Quênia         | AFR    | 1'43"37 CR |
| 2    | Marcin Lewandowski | Polónia        | EUR    | 1'44"81    |
| 3    | Belal Mansoor Ali  | Bahrein        | ASP    | 1'44"92    |
| 4    | Kleberson Davide   | Brasil         | AME    | 1'44"96    |
| 5    | Nick Symmonds      | Estados Unidos | AME    | 1'44"98    |
| 6    | Michael Rimmer     | Reino Unido    | EUR    | 1'45"91    |
| 7    | Shiferaw Wola      | Etiópia        | AFR    | 1'46"56    |
| 8    | Tristan Garrett    | Austrália      | ASP    | 1'50"32    |

| Pos. | Atleta           | País           | Equipa | Marca      |
| ---- | ---------------- | -------------- | ------ | ---------- |
| 1    | Janeth Jepkosgei | Quênia         | AFR    | 1'57"88    |
| 2    | Kenia Sinclair   | Jamaica        | AME    | 1'58"16 SB |
| 3    | Mariya Savinova  | Rússia         | EUR    | 1'58"27    |
| 4    | Jennifer Meadows | Reino Unido    | EUR    | 1'58"88    |
| 5    | Tintu Luka       | Índia          | ASP    | 1'59"17 NR |
| 6    | Zehra Bouras     | Argélia        | AFR    | 1'59"61    |
| 7    | Nikki Hamblin    | Nova Zelândia  | ASP    | 1'59"66 PB |
| 8    | Alysia Johnson   | Estados Unidos | AME    | 2'01"83    |

#### 1500 metros
| Pos. | Atleta               | País           | Equipa | Marca   |
| ---- | -------------------- | -------------- | ------ | ------- |
| 1    | Amine Laalou         | Marrocos       | AFR    | 3'35"49 |
| 2    | Mekonnen Gebremedhin | Etiópia        | AFR    | 3'35"70 |
| 3    | Leonel Manzano       | Estados Unidos | AME    | 3'36"48 |
| 4    | Arturo Casado        | Espanha        | EUR    | 3'37"43 |
| 5    | Andrew Baddeley      | Reino Unido    | EUR    | 3'38"41 |
| 6    | Asbel Kiprop         | Quênia         | AFR    | 3'38"81 |
| 7    | Yoann Kowal          | França         | EUR    | 3'39"30 |
| 8    | Taylor Milne         | Canadá         | AME    | 3'39"94 |
| 9    | Mohammed Shaween     | Arábia Saudita | ASP    | 3'40"75 |
| 10   | Mitchell Kealey      | Austrália      | ASP    | 3'41"51 |

| Pos. | Atleta                | País           | Equipa | Marca   |
| ---- | --------------------- | -------------- | ------ | ------- |
| 1    | Hind Déhiba Chahyd    | França         | EUR    | 4'19"78 |
| 2    | Nicole Edwards        | Canadá         | AME    | 4'21"34 |
| 3    | Christin Wurth-Thomas | Estados Unidos | AME    | 4'21"46 |
| 4    | Mimi Belete           | Bahrein        | ASP    | 4'22"27 |
| 5    | Aslı Çakır            | Turquia        | EUR    | 4'22"43 |
| 6    | Nikki Hamblin         | Nova Zelândia  | ASP    | 4'22"45 |
| 7    | Gelete Burka          | Etiópia        | AFR    | 4'23"76 |
| 8    | Nancy Jebet Langat    | Quênia         | AFR    | 4'23"93 |
| 9    | Kaila McKnight        | Austrália      | ASP    | 4'27"40 |
|      | Btissam Lakhouad      | Marrocos       | AFR    | DNF     |

#### 3000 metros
| Pos. | Atleta                   | País           | Equipa | Marca      |
| ---- | ------------------------ | -------------- | ------ | ---------- |
| 1    | Bernard Lagat            | Estados Unidos | AME    | 7'54"75    |
| 2    | Moses Ndiema Kipsiro     | Uganda         | AFR    | 7'54"98 SB |
| 3    | Bayron Piedra            | Equador        | AME    | 7'55"52    |
| 4    | Tariku Bekele            | Etiópia        | AFR    | 7'55"79    |
| 5    | Vincent Kipsegechi Yator | Quênia         | AFR    | 7'57"46    |
| 6    | Adrian Blincoe           | Nova Zelândia  | ASP    | 7'57"67    |
| 7    | Daniele Meucci           | Itália         | EUR    | 7'57"98 SB |
| 8    | Ben St.Lawrence          | Austrália      | ASP    | 7'58"55    |
| 9    | Mateusz Demczyszak       | Polónia        | EUR    | 7'59"92    |
| 10   | Noureddine Smaïl         | França         | EUR    | 8'11"66    |
| 11   | Diego Alberto Borrego    | México         | AME    | 8'12"92 SB |

| Pos. | Atleta           | País           | Equipa | Marca   |
| ---- | ---------------- | -------------- | ------ | ------- |
| 1    | Meseret Defar    | Etiópia        | AFR    | 9'03"33 |
| 2    | Alemitu Bekele   | Turquia        | EUR    | 9'04"08 |
| 3    | Shannon Rowbury  | Estados Unidos | AME    | 9'04"82 |
| 4    | Malindi Elmore   | Canadá         | AME    | 9'05"75 |
| 5    | Iness Chenonge   | Quênia         | AFR    | 9'07"18 |
| 6    | Tejitu Daba      | Bahrein        | ASP    | 9'08"86 |
| 7    | Sara Moreira     | Portugal       | EUR    | 9'10"37 |
| 8    | Yuriko Kobayashi | Japão          | ASP    | 9'10"92 |
| 9    | Kaila McKnight   | Austrália      | ASP    | 9'24"50 |
|      | Btissam Lakhouad | Marrocos       | AFR    | DNS     |

#### 5000 metros
| Pos. | Atleta                | País           | Equipa | Marca    |
| ---- | --------------------- | -------------- | ------ | -------- |
| 1    | Bernard Lagat         | Estados Unidos | AME    | 13'58"23 |
| 2    | Moses Ndiema Kipsiro  | Uganda         | AFR    | 13'58"35 |
| 3    | Bouabdellah Tahri     | França         | EUR    | 13'58"79 |
| 4    | Edwin Cheruiyot Soi   | Quênia         | AFR    | 13'59"04 |
| 5    | Imane Merga           | Etiópia        | AFR    | 14'00"53 |
| 6    | Collis Birmingham     | Austrália      | ASP    | 14'00"60 |
| 7    | Serhiy Lebid          | Ucrânia        | EUR    | 14'00"73 |
| 8    | Mert Girmalegesse     | Turquia        | EUR    | 14'05"24 |
| 9    | Diego Alberto Borrego | México         | AME    | 14'19"58 |

| Pos. | Atleta            | País           | Equipa | Marca    |
| ---- | ----------------- | -------------- | ------ | -------- |
| 1    | Vivian Cheruiyot  | Quênia         | AFR    | 16'05"74 |
| 2    | Sentayehu Ejigu   | Etiópia        | AFR    | 16'07"11 |
| 3    | Molly Huddle      | Estados Unidos | AME    | 16'08"60 |
| 4    | Elvan Abeylegesse | Turquia        | EUR    | 16'10"36 |
| 5    | Zakia Mrisho      | Tanzânia       | AFR    | 16'12"94 |
| 6    | Shitaye Eshete    | Bahrein        | ASP    | 16'15"47 |
| 7    | Jéssica Augusto   | Portugal       | EUR    | 16'18"20 |
| 8    | Megan Metcalfe    | Canadá         | AME    | 16'29"63 |

#### 110 metros barreiras/100 metros barreiras
| Pos. | Atleta               | País           | Equipa | Marca |
| ---- | -------------------- | -------------- | ------ | ----- |
| 1    | David Oliver         | Estados Unidos | AME    | 13"11 |
| 2    | Andrew Turner        | Reino Unido    | EUR    | 13"48 |
| 3    | Shi Dongpeng         | China          | ASP    | 13"53 |
| 4    | Garfield Darien      | França         | EUR    | 13"75 |
| 5    | Selim Nurudeen       | Nigéria        | AFR    | 13"76 |
| 6    | Othman Hadj Lazib    | Argélia        | AFR    | 13"89 |
| 7    | Tasuku Tanonaka      | Japão          | ASP    | 13"92 |
| 8    | Dominique DeGrammont | Haiti          | AME    | 14"18 |

Vento: -1.1 m/s
| Pos. | Atleta           | País           | Equipa | Marca |
| ---- | ---------------- | -------------- | ------ | ----- |
| 1    | Sally Pearson    | Austrália      | ASP    | 12"65 |
| 2    | LoLo Jones       | Estados Unidos | AME    | 12"66 |
| 3    | Perdita Felicien | Canadá         | AME    | 12"68 |
| 4    | Nevin Yanit      | Turquia        | EUR    | 12"84 |
| 5    | Derval O'Rourke  | Irlanda        | EUR    | 12"99 |
| 6    | Seun Adigun      | Nigéria        | AFR    | 13"48 |
| 7    | Gnima Faye       | Senegal        | AFR    | 13"58 |
| 8    | Asuka Terada     | Japão          | ASP    | 13"67 |

Vento: -0.5 m/s

#### 400 metros barreiras
| Pos. | Atleta             | País           | Equipa | Marca    |
| ---- | ------------------ | -------------- | ------ | -------- |
| 1    | David Dai Greene   | Reino Unido    | EUR    | 47"88 PB |
| 2    | Javier Culson      | Porto Rico     | AME    | 48"08    |
| 3    | Bershawn Jackson   | Estados Unidos | AME    | 48"62    |
| 4    | Mamadou Kasse Hane | Senegal        | AFR    | 48"89 PB |
| 5    | L.J. van Zyl       | África do Sul  | AFR    | 49"97    |
| 6    | Héni Kechi         | França         | EUR    | 50"01    |
| 7    | Brendan Cole       | Austrália      | ASP    | 50"37    |
| 8    | Takayuki Koike     | Japão          | ASP    | 54"45    |

| Pos. | Atleta               | País           | Equipa | Marca    |
| ---- | -------------------- | -------------- | ------ | -------- |
| 1    | Nickiesha Wilson     | Jamaica        | AME    | 54"52 SB |
| 2    | Muizat Ajoke Odumosu | Estados Unidos | USA    | 54"59 NR |
| 3    | Vania Stambolova     | Bulgária       | EUR    | 54"89    |
| 4    | Natalya Antyukh      | Rússia         | EUR    | 55"19    |
| 5    | Lauren Boden         | Austrália      | ASP    | 55"30    |
| 6    | Nicole Leach         | Estados Unidos | AME    | 55"64    |
| 7    | Hayat Lambarki       | Marrocos       | AFR    | 59"03    |

#### 3000 metros obstáculos
| Pos. | Atleta                      | País           | Equipa | Marca      |
| ---- | --------------------------- | -------------- | ------ | ---------- |
| 1    | Richard K. Mateelong        | Quênia         | AFR    | 8'09"67 CR |
| 2    | Roba Gari                   | Etiópia        | AFR    | 8'09"87 NR |
| 3    | Mahiedine Mekhissi-Benabbad | França         | EUR    | 8'09"96    |
| 4    | Benjamin Kiplagat           | Uganda         | AFR    | 8'14"47    |
| 5    | Ion Luchianov               | Moldávia       | EUR    | 8'22"86    |
| 6    | Youcef Abdi                 | Austrália      | ASP    | 8'23"39 SB |
| 7    | Tareq Mubarak Taher         | Bahrein        | ASP    | 8'26"54    |
| 8    | Daniel Huling               | Estados Unidos | AME    | 8'27"59    |
| 9    | José Alberto Sánchez        | Cuba           | AME    | 8'48"11    |
| 10   | José Luis Blanco            | Espanha        | EUR    | 8'48"79    |

| Pos. | Atleta               | País           | Equipa | Marca      |
| ---- | -------------------- | -------------- | ------ | ---------- |
| 1    | Yuliya Zarudneva     | Rússia         | EUR    | 9'25"46 CR |
| 2    | Milcah Chemos Cheywa | Quênia         | AFR    | 9'25"84    |
| 3    | Sofia Assefa         | Etiópia        | AFR    | 9'29"53    |
| 4    | Hanane Ouhaddou      | Marrocos       | AFR    | 9'39"39 SB |
| 5    | Lisa Aguilera        | Estados Unidos | AME    | 9'41"48    |
| 6    | Korene Hinds         | Jamaica        | AME    | 9'45"08    |
| 7    | Hatti Dean           | Reino Unido    | EUR    | 9'45"36    |
| 8    | Zhenzhu Li           | China          | ASP    | 9'47"28 SB |
| 9    | Sophie Duarte        | França         | EUR    | 9'49"93    |
| 10   | Minori Hayakari      | Japão          | ASP    | 10'04"97   |

#### Estafeta 4 x 100 metros
| Pos. | Atletas | Equipa | Marca |
| ---- | --- | ------ | ----- |
| 1    | Daniel Bailey, Antígua e Barbuda · Wallace Spearmon, Estados Unidos · Tyson Gay, Estados Unidos · Churandy Martina, Antilhas Holandesas | AME    | 38"25 |
| 2    | Shinji Takahira · Naoki Tsukahara · Kenji Fujimitsu · Shintaro Kimura, Japão                                                            | ASP    | 39"28 |
| 3    | Hannes Dreyer · Simon Magakwe · Wilhelm van der Vyver · Thuso Mpuang, África do Sul                                                     | AFR    | 39"82 |
|      | Imaad Hallay · Christophe Lemaitre · Pierre-Alexis Pessonneaux · Teddy Tinmar, França                                                   | EUR    | DQ    |

| Pos. | Atletas | Equipa | Marca |
| ---- | --- | ------ | ----- |
| 1    | Cydonie Mothersille, Ilhas Caimã · Debbie Ferguson-McKenzie, Bahamas · Shalonda Solomon, Estados Unidos · Kelly-Ann Baptiste, Trinidad e Tobago | AME    | 43"07 |
| 2    | Olesya Povh · Nataliya Pohrebnyak · Mariya Ryemyen · Elizaveta Bryzhina, Ucrânia                                                                | EUR    | 43"77 |
| 3    | Ruddy Zang Milama, Gabão · Agnes Osazuwa, Nigéria · Oludamola Osayomi, Nigéria · Blessing Okagbare, Nigéria                                     | AFR    | 43"88 |
| 4    | Maki Wada · Chisato Fukushima · Yumeka Sano · Momoko Takahashi, Japão                                                                           | ASP    | 44"54 |

#### Estafeta 4 x 400 metros
| Pos. | Atletas | Equipa | Marca      |
| ---- | --- | ------ | ---------- |
| 1    | Nery Brenes, Costa Rica · Bershawn Jackson, Estados Unidos · Greg Nixon, Estados Unidos · Ricardo Chambers, Jamaica              | AME    | 2'59"00 CR |
| 2    | Michael Bingham, Reino Unido · Kévin Borlée, Bélgica · Vladimir Krasnov, Rússia · Martyn Rooney, Reino Unido                     | EUR    | 2'59"84    |
| 3    | Gary Kikaya, República Democrática do Congo · Mark Kiprotich Mutai, Quênia · Mohamed Ashour Khouaja, Líbia · Rabah Yousif, Sudão | AME    | 3'02"62    |
| 4    | Joel Milburn · Ben Offereins · Brendan Cole · Kevin Moore, Austrália                                                             | ASP    | 3'03"66    |

| Pos. | Atletas | Equipa | Marca   |
| ---- | --- | ------ | ------- |
| 1    | Shericka Williams, Jamaica · Debbie Dunn, Estados Unidos · Nickiesha Wilson, Jamaica · Christine Amertil, Bahamas | AME    | 3'26"37 |
| 2    | Kseniya Ustalova, Rússia · Antonina Krivoshapka, Rússia · Libania Grenot, Itália · Tatyana Firova, Rússia         | EUR    | 3'26"58 |
| 3    | Folasade Abugan, Nigéria · Amy Mbacke Thiam, Senegal · Ndeye Soumah Fatou, Senegal · Amantle Montsho, Botswana    | AME    | 3'27"99 |
| 4    | Lauren Boden · Jody Henry · Olivia Tauro · Amanda Crook, Austrália                                                | ASP    | 3'33"32 |

#### Salto em altura
| Pos. | Atleta                 | País           | Equipa | Marca     |
| ---- | ---------------------- | -------------- | ------ | --------- |
| 1    | Rashid Ahmed Al-Mannai | Catar          | ASP    | 2,28 m PB |
| 2    | Donald Thomas          | Bahamas        | AME    | 2,28 m    |
| 3    | Martyn Bernard         | Reino Unido    | EUR    | 2,25 m    |
| 4    | Kabelo Kgosiemang      | Botswana       | AFR    | 2,25 m    |
| 5    | Hup Wei Lee            | Malásia        | ASP    | 2,25 m    |
| 6    | Dusty Jonas            | Estados Unidos | AME    | 2,21 m    |
| 7    | Mihail Dudaš           | Sérvia         | EUR    | 1,98 m    |
| 8    | Larbi Bouraada         | Argélia        | AFR    | NM        |

| Pos. | Atleta           | País        | Equipa | Marca     |
| ---- | ---------------- | ----------- | ------ | --------- |
| 1    | Blanka Vlašić    | Croácia     | EUR    | 2,05 m CR |
| 2    | Emma Green       | Suécia      | EUR    | 1,95 m    |
| 3=   | Levern Spencer   | Santa Lúcia | AME    | 1,88 m    |
| 3=   | Nadiya Dusanova  | Uzbequistão | ASP    | 1,88 m    |
| 5    | Anna Ustinova    | Cazaquistão | ASP    | 1,88 m    |
| 6    | Lesyani Mayor    | Cuba        | AME    | 1,78 m    |
| 7    | Selloane Tsoaeli | Lesoto      | AFR    | 1,78 m NR |
| 8    | Margaret Simpson | Gana        | AFR    | 1,72 m    |

#### Salto com vara
| Pos. | Atleta            | País           | Equipa | Marca     |
| ---- | ----------------- | -------------- | ------ | --------- |
| 1    | Steven Hooker     | Austrália      | ASP    | 5,95 m CR |
| 2    | Renaud Lavillenie | Rússia         | EUR    | 5,90 m    |
| 3    | Derek Miles       | Estados Unidos | AME    | 5,75 m    |
| 4    | Maksym Mazuryk    | Ucrânia        | EUR    | 5,65 m    |
| 5    | Yang Yansheng     | China          | ASP    | 5,55 m    |
| 6    | Giovanni Lanaro   | México         | AME    | 5,40 m    |
| 7    | Larbi Bouraada    | Argélia        | AFR    | 4,80 m PB |
|      | Hamdi Dhouibi     | Tunísia        | AFR    | DNS       |

| Pos. | Atleta             | País           | Equipa | Marca     |
| ---- | ------------------ | -------------- | ------ | --------- |
| 1    | Svetlana Feofanova | Rússia         | EUR    | 4,70 m CR |
| 2    | Lisa Ryzih         | Alemanha       | EUR    | 4,60 m    |
| 3    | Fabiana Murer      | Brasil         | AME    | 4,50 m    |
| 4    | Caixia Li          | China          | ASP    | 4,50 m    |
| 5    | Becky Holliday     | Estados Unidos | AME    | 4,35 m    |
| 6    | Alana Boyd         | Austrália      | ASP    | 4,35 m    |
| 7    | Laetitia Berthier  | Burundi        | AFR    | 3,40 m    |
| 8    | Nisrine Dinar      | Marrocos       | AFR    | NM        |

#### Salto em comprimento
| Pos. | Atleta           | País           | Equipa | Marca  |
| ---- | ---------------- | -------------- | ------ | ------ |
| 1    | Dwight Phillips  | Estados Unidos | AME    | 8,34 m |
| 2    | Kafétien Gomis   | França         | EUR    | 8,10 m |
| 3    | Christian Reif   | Alemanha       | EUR    | 7,99 m |
| 4    | Li Jinzhe        | China          | ASP    | 7,93 m |
| 5    | Tyrone Smith     | Bermudas       | AME    | 7,91 m |
| 6    | Ndiss Kaba Badji | Senegal        | AFR    | 7,87 m |
| 7    | Fabrice Lapierre | Austrália      | ASP    | 7,70 m |
| 8    | Larbi Bouraada   | Argélia        | AFR    | 7,12 m |

Todos os saltos foram efectuados com vento regulamentar
| Pos. | Atleta            | País           | Equipa | Marca     |
| ---- | ----------------- | -------------- | ------ | --------- |
| 1    | Yuliya Tarasova   | Uzbequistão    | ASP    | 6,70 m    |
| 2    | Yargelis Savigne  | Cuba           | AME    | 6,63 m    |
| 3    | Olga Rypakova     | Cazaquistão    | ASP    | 6,60 m SB |
| 4    | Ineta Radevica    | Letônia        | EUR    | 6,55 m    |
| 5    | Naide Gomes       | Portugal       | EUR    | 6,52 m    |
| 6    | Blessing Okagbare | Nigéria        | AFR    | 6,52 m    |
| 7    | Brianna Glenn     | Estados Unidos | AME    | 6,28 m    |
| 8    | Jamaa Chnaik      | Marrocos       | AFR    | 5,78 m    |

#### Triplo salto
| Pos. | Atleta             | País        | Equipa | Marca      |
| ---- | ------------------ | ----------- | ------ | ---------- |
| 1    | Marian Oprea       | Roménia     | EUR    | 17,29 m    |
| 2    | Alexis Copello     | Cuba        | AME    | 17,25 m    |
| 3    | Phillips Idowu     | Reino Unido | EUR    | 17,24 m    |
| 4    | Hugo Mamba-Schlick | Camarões    | AFR    | 16,90 m SB |
| 5    | Randy Lewis        | Granada     | AME    | 16,85 m    |
| 6    | Tosin Oke          | Nigéria     | AFR    | 16,72 m    |
| 7    | Renjith Maheshwary | Índia       | ASP    | 16,69 m    |
| 8    | Roman Valiyev      | Cazaquistão | ASP    | 15,81 m    |

Todos os saltos foram efectuados com vento regulamentar
| Pos. | Atleta           | País           | Equipa | Marca       |
| ---- | ---------------- | -------------- | ------ | ----------- |
| 1    | Olga Rypakova    | Cazaquistão    | ASP    | 15,25 m CR  |
| 2    | Olha Saladuha    | Ucrânia        | EUR    | 14,70 m     |
| 3    | Yargelis Savigne | Cuba           | AME    | 14,63 m     |
| 4    | Xie Limei        | China          | ASP    | 14,35 m     |
| 5    | Simona La Mantia | Itália         | EUR    | 14,12 m     |
| 6    | Sarah Nambawa    | Uganda         | AFR    | 13,78 m     |
| 7    | Nkiru Domike     | Nigéria        | AFR    | 13,69 m (w) |
| 8    | Erica McLain     | Estados Unidos | AME    | 13,62 m     |

#### Arremesso do peso
| Pos. | Atleta                       | País               | Equipa | Marca   |
| ---- | ---------------------------- | ------------------ | ------ | ------- |
| 1    | Christian Cantwell           | Estados Unidos     | AME    | 21,87 m |
| 2    | Tomasz Majewski              | Polónia            | EUR    | 21,22 m |
| 3    | Andrei Mikhnevich            | Bielorrússia       | EUR    | 20,68 m |
| 4    | Scott Martin                 | Austrália          | ASP    | 20,10 m |
| 5    | Dylan Armstrong              | Canadá             | AME    | 19,70 m |
| 6    | Burger Lambrechts            | África do Sul      | AFR    | 18,81 m |
| 7    | Sultan Abdulmajeed Alhabashi | Arábia Saudita     | ASP    | 17,68 m |
| 8    | Frank Elemba                 | República do Congo | AFR    | 15,83 m |

| Pos. | Atleta                    | País           | Equipa | Marca      |
| ---- | ------------------------- | -------------- | ------ | ---------- |
| 1    | Valerie Adams             | Nova Zelândia  | ASP    | 20,86 m SB |
| 2    | Nadzeya Ostapchuk         | Bielorrússia   | EUR    | 20,18 m    |
| 3    | Gong Lijiao               | China          | ASP    | 20,13 m SB |
| 4    | Misleydis González        | Cuba           | AME    | 18,62 m    |
| 5    | Jillian Camarena-Williams | Estados Unidos | AME    | 18,49 m    |
| 6    | Olga Ivanova              | Rússia         | EUR    | 18,24 m    |
| 7    | Mariam Nnodu-Ibekwe       | Nigéria        | AFR    | 13,67 m SB |
| 8    | Priscilla Isiao           | Quênia         | AFR    | 13,04 m    |

#### Lançamento do disco
| Pos. | Atleta                | País           | Equipa | Marca      |
| ---- | --------------------- | -------------- | ------ | ---------- |
| 1    | Robert Harting        | Alemanha       | EUR    | 66,85 m    |
| 2    | Benn Harradine        | Austrália      | ASP    | 66,45 m AR |
| 3    | Ehsan Hadadi          | Irão           | ASP    | 64,55 m    |
| 4    | Piotr Malachowski     | Polónia        | EUR    | 64,20 m    |
| 5    | Jason Young           | Estados Unidos | AME    | 61,33 m    |
| 6    | Jorge Y. Fernández    | Cuba           | AME    | 61,18 m    |
| 7    | Omar Ahmed El Ghazaly | Egito          | AFR    | 60,00 m    |
| 8    | Victor Hogan          | África do Sul  | AFR    | 54,86 m    |

| Pos. | Atleta               | País            | Equipa | Marca   |
| ---- | -------------------- | --------------- | ------ | ------- |
| 1    | Li Yanfeng           | China           | ASP    | 63,79 m |
| 2    | Sandra Perković      | Croácia         | EUR    | 63,29 m |
| 3    | Yarelis Barrios      | Cuba            | AME    | 62,58 m |
| 4    | Dani Samuels         | Austrália       | ASP    | 61,34 m |
| 5    | Becky Breisch        | Estados Unidos  | AME    | 60,70 m |
| 6    | Nicoleta Grasu       | Roménia         | EUR    | 59,69 m |
| 7    | Elizna Naude         | África do Sul   | AFR    | 55,79 m |
| 8    | Kazai Suzanne Kragbé | Costa do Marfim | AFR    | 52,27 m |

#### Lançamento do dardo
| Pos. | Atleta                    | País           | Equipa | Marca      |
| ---- | ------------------------- | -------------- | ------ | ---------- |
| 1    | Andreas Thorkildsen       | Noruega        | EUR    | 89,26 m CR |
| 2    | Gerhardus Pienaar         | África do Sul  | AFR    | 83,17 m SB |
| 3    | Matthias de Zordo         | Alemanha       | EUR    | 82,89 m    |
| 4    | Jarrod Bannister          | Austrália      | ASP    | 79,99 m    |
| 5    | Stuart Farquhar           | Nova Zelândia  | ASP    | 78,29 m    |
| 6    | Ihab Al Sayed Abdelrahman | Egito          | AFR    | 74,11 m    |
| 7    | Arley Ibargüen            | Colômbia       | AME    | 73,73 m    |
| 8    | Mike Hazle                | Estados Unidos | AME    | 73,18 m    |

| Pos. | Atleta               | País           | Equipa | Marca      |
| ---- | -------------------- | -------------- | ------ | ---------- |
| 1    | Maria Abakumova      | Rússia         | EUR    | 68,14 m CR |
| 2    | Sunette Viljoen      | África do Sul  | AFR    | 62,21 m    |
| 3    | Kimberley Mickle     | Austrália      | ASP    | 61,36 m SB |
| 4    | Linda Stahl          | Alemanha       | EUR    | 60,37 m    |
| 5    | Hana'a Ramadhan Omar | Egito          | AFR    | 58,16 m NR |
| 6    | Kara Patterson       | Estados Unidos | AME    | 58,07 m    |
| 7    | Yainelis Ribeaux     | Cuba           | AME    | 57,08 m    |
| 8    |                      |                |        |            |

#### Lançamento do martelo
| Pos. | Atleta                 | País           | Equipa | Marca   |
| ---- | ---------------------- | -------------- | ------ | ------- |
| 1    | Libor Charfreitag      | Eslováquia     | EUR    | 79,69 m |
| 2    | Dilshod Nazarov        | Tajiquistão    | ASP    | 78,76 m |
| 3    | Ali Mohamed Al-Zinkawi | Kuwait         | ASP    | 76,73 m |
| 4    | Nicola Vizzoni         | Itália         | EUR    | 75,94 m |
| 5    | Roberto Janet          | Cuba           | AME    | 74,87 m |
| 6    | A.G. Kruger            | Estados Unidos | AME    | 74,00 m |
| 7    | Chris Harmse           | África do Sul  | AFR    | 71,06 m |
| 8    | Mohsen El Anany        | Egito          | AFR    | 69,77 m |

| Pos. | Atleta              | País      | Equipa | Marca   |
| ---- | ------------------- | --------- | ------ | ------- |
| 1    | Tatyana Lysenko     | Rússia    | EUR    | 73,88 m |
| 2    | Zhang Wenxiu        | China     | ASP    | 73,69 m |
| 3    | Yipsi Moreno        | Cuba      | AME    | 72,73 m |
| 4    | Betty Heidler       | Rússia    | EUR    | 72,70 m |
| 5    | Jennifer Dahlgren   | Argentina | AME    | 66,25 m |
| 6    | Gabrielle Neighbour | Austrália | ASP    | 63,07 m |
| 7    | Marwa Hussein       | Egito     | AFR    | 61,87 m |
|      |                     |           |        |         |

### Legenda
- WR: Recorde do mundo
- AR: Recorde continental
- NR: Recorde nacional
- CR: Recorde da competição
- PB: Recorde pessoal
- SB :Melhor marca pessoal do ano
- DQ: Desqualificado
- DNF: Abandono
- DNS: Não partiu
- NM: Não marcou
- (w) : Marca feita com vento anti-regulamentar